# Nicolas Den Hane
Nicolas Den Hane was een baljuw van Vlamertinge rond het begin van de 14e eeuw. Hij wordt vermeld in een onderzoek van de Vierschaar van Veurne. Hij diende een conflict op te lossen tussen enkele burgers van Vlamertinge en Jan Vander Kerckhove, de baljuw van het nabije Poperinge. Het conflict ging over de afbakening van twee Vlamertingse gronden.